# معتمدية غار الدماء
معتمدية غار الدماء إحدى معتمديات الجمهورية التونسية، تابعة لولاية جندوبة.
تعتبر معتمدية غار الدماء من أكثر المعتمديات استعمالا للزراعة السقوية التي تميز الجهة عموما وقد لعب وادي مجردة دورا هاما في في نمو وتنامي الزراعات السقوية لكن كثرة الاستعمال للأراضي السقوية أصبح يهدد التربة بالملوحة والفقر.
كما تعتمد أيضا على تربية الماشية ويعتبر العمال بالخارج من أكثر مداخيل المنطقة من العملة الصعبة غير أن ذلك لم يستغل بصفة مباشرة ولم يطور الجهة مثلا في مجال التصنيع أو الخدمات لتبقى منطقة فلاحية بالأساس.

### مواضيع ذات علاقة
- ولاية جندوبة.